# Syntaktiskt socker
Syntaktiskt socker är tillägg till ett programspråks syntax som inte påverkar språkets funktionalitet men som gör det enklare att använda. Uttrycket myntades av den brittiska datorvetaren Peter J. Landin. De funktioner som det syntaktiska sockret utför kan alltid uttryckas i någon mer grundläggande syntax hos språket. 

## Exempel på syntaktiskt socker
Många programspråk tillåter infixnotation av matematiska operatorer även om operationen utförs som ett funktionsanrop, vilket gör det möjligt att skriva x + y istället för add x y eller liknande.
I Objective-C 2.0 kan man använda punktsyntax för @property-deklarerade instansvariabler:
EItem* itm = [[EItem alloc] init];
itm.value = 10;
Kompilatorn översätter detta till motsvarande accessor:
EItem* itm = [[EItem alloc] init];
[itm setValue:10];